# Guangdong
Guangdong, pronunciat Kwangtung, és una província de la costa meridional de la República Popular de la Xina. Sovint coneguda com a "Província de Canton" (basat en la forma del francès "Guangdong"). Això s'oposa a la "Ciutat de Canton", que es refereix a la ciutat de Guangzhou, capital provincial. Limita amb les províncies de Fujian al nord-est, Jiangxi i Hunan al nord, la regió autònoma Guangxi a l'oest, i Hong Kong i Macau al sud. La província de Hainan és davant les seves costes.
Després de conquerir els altres sis regnes xinesos de Han, Zhao, Wei, Chu, Yan i Qi a les Guerres d'unificació de Qin, Qin Shi Huangdi va dirigir la seva atenció a les tribus xiongnu del nord i l'oest i als pobles Cent Yue del que ara és el sud de la Xina, l'emperador Qin Shi Huangdi va enviar cinc expedicions militars contra la regió des del 221 aC fins derrotar els Yue l'any 214 aC.
El territori esdevingué independent des del col·lapse de la dinastia Qin des de l'any 204 aC quan el regne de Nanyue va ser establert per Zhao Tuo, llavors comandant de la Comandància de Nanhai Qin, l'Emperador Wu de Han el va conquerir i annexar a l'Imperi Han el 111 aC. Les relacions amb el centre de poder sempre van ser distants, i fins al segle xii la va considerar com una província remota.
L'economia de Guangdong és la més gran de qualsevol de les províncies de la Xina, amb un PIB de 13,57 bilions de RMB el 2023, contribuint aproximadament el 10,6% de la producció econòmica de la Xina continental. Té una economia diversificada i era conegut com el punt de partida de la ruta marítima de la seda de l'antiga Xina. Alberga les instal·lacions de producció i les oficines d'un ampli conjunt de corporacions xineses i estrangeres. Guangdong s'ha beneficiat de la seva proximitat al centre financer de Hong Kong, que limita al sud. Guangdong també acull la fira d'importació i exportació més gran de la Xina, la Fira de Canton, a Guangzhou.
Guangdong va superar Henan i Shandong per convertir-se en la província més poblada de la Xina el gener de 2005, registrant 79,1 milions de residents permanents i 31 milions de migrants que vivien a la província durant almenys sis mesos de l'any; la població total era de 126.012.510 al cens xinès de 2020, que representa el 8,93 per cent de la població de la Xina continental.

## Geografia
És al sud del país, banyada pel riu de les Perles, el tercer més llarg de la Xina. Té una extensió de 186.000 quilòmetres quadrats i una població de més de 134 milions d'habitants. És una de les regions més pròsperes del país gràcies a la seva proximitat a Hong Kong i Macau, i a la creixent integració comercial i econòmica de la regió formada per aquests tres territoris. Es divideix en 21 prefectures:
- Chaozhou (潮州) (Teochiu)
- Dongguan (东莞) (Donggoon)
- Foshan (佛山) (Futsaan)
- Guangzhou (广州) (Canton)
- Heyuan (河源) (Hoyun)
- Huizhou (惠州) (Waizao)
- Jiangmen (江门) (Gongmoon)
- Jieyang (揭阳) (Keetyeung)
- Maoming (茂名) (Mohming)
- Meizhou (梅州) (Muizao)
- Qingyuan (清远) (Tsingyun)
- Shantou (汕头) (Seentao)
- Shanwei (汕尾) (Seenmei)
- Shaoguan (韶关) (Seeoogoon)
- Shenzhen sub-provincial city (深圳) (Sumzun)
- Yangjiang (阳江) (Yeunggong)
- Yunfu (云浮) (Wunfao)
- Zhanjiang (湛江) (Sumgong)
- Zhaoqing (肇庆)
- Zhongshan (中山) (Zongsan)
- Zhuhai (珠海) (Zuhoi)

## Demografia
Guangdong es va convertir en la província més poblada oficialment el 2005. Tradicionalment, les estadístiques oficials havien situat Guangdong com la quarta província més poblada de la Xina amb uns 80 milions de persones, tot i que migrants, treballadors temporals i persones recentment instal·lades sumaven al voltant dels 30 milions.  L'afluència massiva d'altres províncies de migrants, d'altres províncies, anomenada "població flotant", es deu a l'economia en auge de Guangdong i a la gran demanda de mà d'obra.

### Urbanització
El 2023, la població de Guangdong és un 75,4% urbana i un 24,6% rural.

### Genealogia
Guangdong és la llar ancestral d'un gran nombre de xinesos d'ultramar. La majoria dels treballadors del ferrocarril a Canadà, l'Oest dels Estats Units i Panamà al segle xix procedien de Guangdong. Molta gent de la regió també va viatjar a Califòrnia i altres parts dels Estats Units durant la febre de l'or de 1849, i també a l'Austràlia durant la seva febre de l'or una dècada més o menys.

### Llengües i ètnies
La majoria de la població de la província és de l'ètnia han, encara que la població han és tan diversa que la província ha estat anomenada el "tresor de les llengües regionals".(方言寶庫). Dins dels xinesos han, el subgrup més gran de Guangdong són el poble cantonès, amb els hakka i teochew a l'est del delta del Riu de les Perles. Guangdong també és la llar de les petites minories yao, she, hmong, li i zhuang.

### Proporció de gènere
Guangdong té una proporció de gènere molt desequilibrada que es troba entre les més altes de totes les províncies de la Xina. Segons un estudi de 2009 publicat a The British Medical Journal, en el grup d'edat d'1 a 4 anys, hi ha més de 130 nois per cada 100 noies.

### Religió
Segons una enquesta de 2012 només al voltant del 7% de la població de Guangdong pertany a religions organitzades, els grups més nombrosos són els budistes amb un 6,2%, seguits dels protestants amb un 1,8% i els catòlics amb un 1,2%. Al voltant del 90% de la població és irreligiosa o pot estar involucrada en la religió popular xinesa adorant déus de la natura, deïtats ancestrals, sectes populars, tradicions taoistes, tradicions religioses budistes i tradicions religioses confucianes.
Segons una enquesta realitzada l'any 2007, el 43,71% de la població creu i està implicada en la veneració dels avantpassats, la religió tradicional xinesa dels llinatges organitzada en esglésies de llinatge i santuaris ancestrals .

## Economia
El 2022, el PIB de Guangdong era de 13,57 bilions de RMB (1,9 bilions de dòlars en PIB nominal, 3,78 bilions de dòlars en PPA ), amb un PIB per càpita de CN¥102,465 (que corresponen a 15.234 dòlars nominals o 25.016 dòlars en PPA). És la província més rica de la regió del centre-sud de la Xina i la setena més rica de totes les províncies en PIB per càpita. Guangdong ha estat la província més gran pel PIB des de 1989 a la Xina continental. El seu PIB va superar el d'Austràlia (1,70 bilions de dòlars) i Corea del Sud (1,67 bilions de dòlars), la 12a i la 13a economia més gran del món, respectivament. Si fos un país, Guangdong seria la 12a economia més gran a partir del 2022 i l'11a més poblada. En comparació amb les subdivisions de països en termes de dòlars, el PIB nominal de Guangdong és més gran que totes les subdivisions de països excepte quatre: Califòrnia, Texas, l'estat de Nova York i Anglaterra. En comparació amb les subdivisions de països en termes de PPA, el PIB de Guangdong és més gran que tots, excepte Califòrnia. A partir del 2022, l'economia de Guangdong es va situar entre Turquia i Itàlia amb un PIB de 3,35 bilions de dòlars i 3,06 bilions de dòlars EUA respectivament, l'11è i el 12è més gran del món, respectivament.
El boom econòmic de Guangdong va començar a principis dels anys noranta i des de llavors s'ha estès a les províncies veïnes, i també va atraure les seves poblacions cap a l'interior. El creixement econòmic de la província de Guangdong deu molt a la indústria manufacturera de baix valor afegit que va caracteritzar (i en molts aspectes encara defineix) l'economia de la província després de les reformes de Deng Xiaoping. Guangdong no només és l'exportador més gran de béns de la Xina, també és l'importador més gran del país.
La província és ara una de les més riques del país, amb més multimilionaris a la Xina continental, el PIB més alt entre totes les províncies, tot i que el creixement salarial només ha començat a augmentar recentment a causa d'una gran afluència de treballadors migrants de les províncies veïnes. El 2015, el govern local de Guangdong espera que la indústria de serveis en representi més de 50 %  del PIB de les províncies i la fabricació d'alta tecnologia un altre 220 % .
L'any 2021, les indústries primària, secundària i terciària de Guangdong tenien un valor de 534.000 milions de RMB (79.400 milions de dòlars), 5.28 bilions de RMB (785.600 milions de dòlars) i 7.09 bilions de RMB (1.05 bilions de dòlars), respectivament. Guangdong aporta aproximadament el 10,6% de la producció econòmica nacional total. Ara, té tres de les sis zones econòmiques especials : Shenzhen, Shantou i Zhuhai. L'afluència de Guangdong, però, roman molt concentrada prop del delta del riu Perla.

## Cultura
La regió central, que també és el centre polític i econòmic, està poblada principalment per parlants de xinès Yue, tot i que l'afluència en les últimes tres dècades de milions d'immigrants que parlen mandarí ha disminuït lleugerament el domini lingüístic cantonès. Aquesta regió està associada a la cuina cantonesa. Dim Sum és un exemple famós de la cuina cantonesa, que divideix el menjar cantonès en petites porcions i se serveix amb plats petits. L'òpera cantonesa és una forma d'òpera xinesa popular a les zones de parla cantonesa. Els dialectes Yue relacionats es parlen a la major part de la meitat occidental de la província.
El mandarí és la llengua que s'utilitza a l'educació i al govern i a les zones on hi ha migrants d'altres províncies, sobretot a Shenzhen. El cantonès manté una posició forta i dominant en l'ús comú i els mitjans de comunicació, fins i tot a les zones orientals de la província on les llengües i dialectes locals no són Yue.
La província de Guangdong destaca per ser el bressol de molts grans mestres Xiangqi (escacs xinesos) famosos com Lü Qin, Yang Guanli, Cai Furu i Xu Yinchuan.